# Loch Rannoch
Loch Rannoch je jezero v kraji Perth a Kinross ve Skotsku ležící východ od jezera Loch Tummel. Jezero se nachází ve stejnojmenné nížině. Je protáhlé v délce 16 km od vesnice Kinloch Rannoch k Bridge of Gaur a je maximálně 1 km široké.

## Okolí
Severně se nachází nejvyšší hora celé oblasti Ben Lawers (1214 m n. m.). Na jihu se nachází starý borový les zvaný Black Wood of Rannoch. Na západě se až ke Glen Coe táhne bažina Moor of Rannoch.

## Využití
Na východním konci bylo jezero zahrazeno a byla zde postavena velká hydroelektrárna, jež je součástí Tummel Hydroelectric Power Scheme.